# Río Chacay
El río Chacay es un curso natural de agua que nace cerca en el portezuelo Vallecito en la cordillera de los Andes en la Región de Coquimbo, fluye en dirección general norte y desemboca en el río Hurtado al este de la Comuna de Río Hurtado.

## Trayecto
El río nace en el portezuelo Vallecito en la cordillera andina y fluye con dirección general norte hasta desembocar en el río Hurtado.

## Caudal y régimen
El Caudal del río es escaso y seco.[cita requerida]

## Historia
Luis Risopatrón lo describe en su Diccionario Jeográfico de Chile de 1924 Sobre el río:: 239 
Chacai (Rio del). Nace en las faldas del cerro Vallecillo, corre hacia el W i desemboca en la márjen E del curso inferior del rio Hurtado, entre Cortadera i San Pedro. 129; i 156; i quebrada en 118, p. 169; del Chacay en 62, II, p. 283; i rio en 118, p. 172; i 134.